# العلاقات البوروندية الكولومبية
العلاقات البوروندية الكولومبية هي العلاقات الثنائية التي تجمع بين بوروندي وكولومبيا.

## مقارنة بين البلدين
هذه مقارنة عامة ومرجعية للدولتين:
| وجه المقارنة                                              | بوروندي                                    | كولومبيا        |
| --------------------------------------------------------- | ------------------------------------------ | --------------- |
| المساحة (كم2)                                             | 27.83 ألف                                  | 1.14 مليون      |
| عدد السكان (نسمة)                                         | 10.86 مليون                                | 49.07 مليون     |
| الكثافة السكانية (ن./كم²)                                 | 390.23                                     | 43.04           |
| العاصمة                                                   | بوجومبورا، جيتيغا                          | بوغوتا          |
| اللغة الرسمية                                             | اللغة الكيروندية، لغة فرنسية، لغة إنجليزية | اللغة الإسبانية |
| العملة                                                    | فرنك بوروندي                               | بيزو كولومبي    |
| الناتج المحلي الإجمالي (بليون دولار)                      | 3.48 مليار                                 | 309.19 مليار    |
| الناتج المحلي الإجمالي (تعادل القوة الشرائية) بليون دولار | 8.13 مليار                                 | 724.96 مليار    |
| الناتج المحلي الإجمالي الاسمي للفرد دولار أمريكي          | 277                                        | 7.60 ألف        |
| الناتج المحلي الإجمالي للفرد دولار أمريكي                 | 77                                         | 13.36 ألف       |
| مؤشر التنمية البشرية                                      | 0.400                                      | 0.720           |
| رمز المكالمات الدولي                                      | +257                                       | +57             |
| رمز الإنترنت                                              | .bi                                        | .co             |
| المنطقة الزمنية                                           | ت ع م+02:00                                | 00              |

## منظمات دولية مشتركة
يشترك البلدان في عضوية مجموعة من المنظمات الدولية، منها:
| علم المنظمة | اسم المنظمة                               | تاريخ انضمام بوروندي | تاريخ انضمام كولومبيا |
| ----------- | ----------------------------------------- | -------------------- | --------------------- |
|             | مؤسسة التنمية الدولية                     | 28 سبتمبر 1963       | 16 يونيو 1961         |
|             | يونسكو                                    | 16 نوفمبر 1962       | 31 أكتوبر 1947        |
|             | وكالة ضمان الاستثمار متعدد الأطراف        | 10 مارس 1998         | 30 نوفمبر 1995        |
|             | الأمم المتحدة                             | 18 سبتمبر 1962       | 5 نوفمبر 1945         |
|             | الاتحاد البريدي العالمي                   | ?                    | ?                     |
|             | البنك الدولي للإنشاء والتعمير             | 28 سبتمبر 1963       | 24 ديسمبر 1946        |
|             | الاتحاد الدولي للاتصالات                  | 16 فبراير 1963       | 25 أغسطس 1914         |
|             | منظمة حظر الأسلحة الكيميائية              | ?                    | ?                     |
|             | مؤسسة التمويل الدولية                     | 28 نوفمبر 1979       | 20 يوليو 1956         |
|             | المركز الدولي لتسوية المنازعات الاستشارية | 5 ديسمبر 1969        | 14 أغسطس 1997         |
|             | منظمة التجارة العالمية                    | 23 يوليو 1995        | ?                     |
|             | منظمة الشرطة الجنائية الدولية             | ?                    | ?                     |